# Micropygus nigripes
Micropygus nigripes är en tvåvingeart som beskrevs av Octave Parent 1933. Micropygus nigripes ingår i släktet Micropygus och familjen styltflugor. Inga underarter finns listade i Catalogue of Life.